# Dokumentation (Genre)
Eine Dokumentation ist eine Publikation oder journalistische Darstellungsform mit dem Anspruch einen möglichst authentischen Einblick in ein Thema zu geben. Im Gegensatz zu Inhalten die im Rahmen einer Dokumentation zur Nutzbarmachung von Informationen erstellt werden handelt es sich bei Dokumentationen als Genre nicht um reine Metadaten, sondern um nicht-fiktionale Erzählungen. Dabei kommt es in dokumentarischen Werken wie Dokumentarfilmen und Radio-Features zu einer Mischung von erzählenden und erklärenden Elementen. So lassen sich Dokumentationen auf der einen Seite von literarischen und journalistischen Erzählungen und auf der anderen Seite von Publikationen mit rein beschreibendem Charakter (Tutorials, Gebrauchsanleitungen, technische Dokumentationen, Softwaredokumentationen etc.) abgrenzen. Bei Zwischenformen wie Dokufiktion und Doku-Soaps wird durch die Einbindung fiktionaler Elemente der Anspruch auf eine möglichst realistischen Darstellung der Wirklichkeit aufgeweicht.